# Pleospora negundinis
Pleospora negundinis är en svampart som beskrevs av Oudem. 1900. Pleospora negundinis ingår i släktet Pleospora och familjen Pleosporaceae.   Inga underarter finns listade i Catalogue of Life.